# Георги Дюлгеров (певец)
 Тази статия е за българския певец.  За българския режисьор вижте Георги Дюлгеров.  
Георги Дюлгеров е български певец.

## Биография
Георги Дюлгеров завършва средното си образование в училище с усилено изучаване на пиано и пеене в Бургас през 1999 година. По същото време е приет в Националната музикална академия – София със специалност „Поп и джаз пеене“ в класа на Алис Боварян.
Музикалното си развитие започва на 13-годишна възраст, когато се появява на малкия екран в най-гледаното тогава детско предаване „Като лъвовете“, където изпълнява песен от репертоара на Георги Христов. През 1993 – 1995 г. участва в детска вокална група „Черно и бяло“ към Общински детски комплекс – Бургас, с ръководител Веселин Пренеров. През 1996 г. завършва специализиран курс по вокална техника.
След 2 години усилена музикална подготовка участва на конкурса „Хит минус едно“, където е забелязан от композитора Красимир Гюлмезов, който е автор и на първите две песни на младия певец, озаглавени „Раздяла“ и „Море от обич“. Няколко месеца по-късно, в същата 1998 г. е избран за беквокал на Тони Димитрова, а през 2001 година – за беквокал на примата на българската естрада Лили Иванова. Следват участия из страната, както и множество награди от национални и международни конкурси.
Стартира шумно своята кариера, след като продуцентите на момчешката група Backstreet Boys изцяло му преотстъпват правата си на песента Everyone и му позволяват да заснеме и видеоклип към нея с българското заглавие „Студът ти отива“. Песента достига до 2-ро място в музикалната класация „Българският Топ 100“.
Талантливият изпълнител се изявява и като композитор за първи път през 2004 година, когато се появява песента „Не чувствам“ по негова музика. За първи път той представя песента си на фестивала „Бургас и морето“, където получава специална награда за нов даровит композитор за 2005 година. Друга негова авторска песен е „Защо се сбогувам“, с която печели награда за аранжимент през 2006 година.
В края на 2018 година Георги Дюлгеров излиза на една сцена с големия глас на българската поп музика – Георги Христов. Георги Христов е негов специален гост на предновогодишения концерт в залата на Бургаската опера, на който гостуват и Ралица Ангелова, Стефан Илчев, Фортисимо и дуета Димитър и Христо.
През 2019 година Георги Дюлгеров представя първия си самостоятелен албум с концерт на живо на сцената на Летен театър Бургас, на който представя 11 нови песни, създадени от авторите Красимир Гюлмезов, Руслан Карагьозов, Георги Дюлгеров, Иван Ненков, Лили Димова, Светослав Лобошки, Стамен Янев. „Любов по 100“ е пилотното парче на албума „Любов по 100“, който е издаден и на винил. Целият концерт е заснет от екип на ТВ 1 и излъчен в национална медия.
През март месез 2020 година Георги Дюлгеров записва дует с Галя Ичеренска. Песента е кавър на известен индонезийски тандем – Ivan Lahardika, автор на музиката, изпълнена от Judika и Siti Nurhazliza – Kisah Ku Inginkan. Песента получава официално разрешение от представителите на Universal music Indonesia за България – Виржиния Рекърдс – за публично разпространение и изпълнение от двамата изпълнители. Песента е преаранжирана от Красимир Гюлмезов и е по текст на Лили Димова.

## Награди
- 1998 – Специална награда на конкурса за млади изпълнители, Разград
- 1998 – Изпълнител на радио „Южен бряг“, Бургас
- 1999 – 3-та награда на конкурса „Тракийска лира“, Стара Загора
- 1999 – 2-ра награда на конкурса „Без граници“, Бургас
- 1999 – 2-ра награда на поп-рок фест в Несебър
- 2000 – 1-ва награда в телевизионното предаване „Хит минус едно“, месец април
- 2002 – 2-ра награда на националния конкурс „Тракийска лира“, Стара Загора
- 2003 – 2-ра награда на конкурса „Бургас и морето“ в дует с Красимира Кралева с песента „Остров спасение“ по музика на Милена Добрева и текст на Ивайло Вълчев
- 2003 – 1-ва награда на Международен фестивал „Песен на три морета“, Варна
- 2004 – 1-ва награда на Национален конкурс „Звезден миг“, София
- 2005 – Специална награда за даровит композитор („Не чувствам“), „Бургас и морето“
- 2006 – 1-ва награда на европейския поп-рок конкурс „Сарандев“,[2] Добрич
- 2006 – 2-ра награда на конкурса „Короната на Търновград“, Велико Търново
- 2006 – Голямата награда на публиката на конкурса „Бургас и морето“ в дует със Стефан Илчев – „Това море и този бряг“ – музика и текст Милен Македонски – Мишо
- 2006 – Награда за аранжимент на песента „Защо се сбогувам“
- 2007 – Гран При на европейския поп-рок конкурс „Сарандев“,[3] Добрич
- 2008 – Гран При на конкурса „Короната на Търновград“,[4] Велико Търново
- 2008 – Premio Speciale – Festival International Songs of the World – Кишинев, Молдова
- 2009 – 2-ро място на международния фестивал „София пее“ – София за млад изпълнител
- 2011 – Голямата награда на публиката на конкурса „Бургас и морето“ с песента „Ваш да бъда“ – музика Георги Дюлгеров, текст Живко Колев
- 2012 – Първа награда на конкурса „Златен кестен“ – Петрич за нова българска песен
- 2012 – Четвъртфиналист в тв предаването Гласът на България по bTV
- 2013 – Голямата награда на международния фестивал „София пее“ за нова българска песен в дует с Гергана Великова с песента „Море от синева“ – музика Георги Русев, текст Мартин Кърнолски
- 2014 – Голямата награда на конкурса „Бургас и морето“ в дует с Ралица Ангелова от Тоника СВ с песента „Всичко е наред“ – музика Светослав Лобошки, текст Лора Гочева
- 2019 – Трета награда на конкурса „Бургас и морето“ с песен по стихове на Христо Фотев и по музика на Руслан Карагьозов – „Тоя влак за Бургас“
- 2021 – Трета награда на конкурса „Бургас и морето“ в дует с Гергана Великова – „Животът ни е сцена“ – музика и аранжимент Светослав Лобошки, текст Живко Колев
- 2025 – Първа награда на конкурса „Бургас и морето“ с песен по стихове на Костадин Филипов, авторска музика  (Георги Дюлгеров) и аранжимент Красимир Гюлмезов – „След любовта“

## Мултимедия
- „Студът Ти Отива“ – videoclip
- „Why Do I SaY Goodbye“ – LIVE – „Бургас и морето“ 2006
- Desnudate Mujer – премиера
- „Adagio – cover“
- „В минало време“ – премиера 2014
- „Всичко е нарез feat Ралица Ангелова – live 2014“
- „За теб любов – live“
- „Добре дошла любов feat Галя Ичеренска“ – премиера 2020